# Albert von Levetzow
Albert Erdmann Karl Gerhard von Levetzow, född 12 september 1828 på fädernegodset Gossow vid Königsberg (Neumark), död där 12 augusti 1903, var en tysk politiker. 
Levetzow var en tid i statsförvaltningens tjänst, men ägnade sig 1860 helt åt skötseln av sitt stamgods, var 1867–71 ledamot av Nordtyska förbundets riksdag och tillhörde från 1877 till kort före sin död tyska riksdagen. Genom samverkan mellan de klerikala och konservativa elementen i riksdagen valdes han i november 1881 till dess president, vilken befattning han innehade (med undantag av åren 1885–87) till mars 1895, då han avgick till följd av riksdagens beslut att avslå hans förslag om en lyckönskan till Otto von Bismarck på dennes 80-årsdag. Levetzow var sedan 1897 ledare för det Tysk-konservativa partiet i riksdagen.